# 村上亜希子
村上 亜希子（むらかみ あきこ、本名：斎藤亜希子、1966年7月26日 - ）は、 宮城県気仙沼市出身のフリーアナウンサー。元北海道放送（HBC）及び北海道テレビ放送（HTB）アナウンサー。

## 来歴・人物
- 身長155cm、血液型A型[1]。
- 宮城県鼎が浦高等学校、宮城教育大学卒業。
- 1989年北海道放送（HBC）に入社（同期は山田頼子・渡辺陽子）。
- HBC退社後はフリーアナウンサーとして活躍したのち、2000年にHTBの契約アナウンサーになる。
- 夫は第47次南極地域観測隊の斎藤健[2]。
- 2007年3月、生まれ故郷である気仙沼市よりリアスさんりく気仙沼大使に任命された。
- 2011年4月1日からフリーアナウンサーへ転身した。

## 出演番組
- チャンネルはそのまま!（2019年） ‐ 樋口亜希子（ひぐまテレビリポーター）役

## HBC時代の担当番組
テレビ
- HBCゆうやけワイド・テレビ一番星
- パック2
- キユーピー3分クッキング（自社制作時代）

ラジオ
- 則幸のノリ出せワイド
- 夕刊おがわ
- バ・ラ・カルト木曜　村上亜希子のヨーシ・こい!

## HTB時代の担当番組
- 情報ワイド 夕方Don!Don!
- hit.com（2005年4月～2011年3月）
- イチオシ!（中継レポーター・森さやかの産休時は代理で月、火曜日のメインキャスターを担当した）
- ハナタレナックス - 不定期出演